# Liste der Monuments historiques in Saulcet
Die Liste der Monuments historiques in Saulcet führt die Monuments historiques in der französischen Gemeinde Saulcet auf.

## Liste der Bauwerke
| Bezeichnung      | Beschreibung              | Standort | Kennzeichnung | Schutzstatus | Datum | Bild           |
| ---------------- | ------------------------- | -------- | ------------- | ------------ | ----- | -------------- |
| Kirche St-Julien | Erbaut im 12. Jahrhundert | (Lage)   | PA00093295    | Classé       | 1929  | weitere Bilder |

## Liste der Objekte
| Bezeichnung                                                                      | Beschreibung                    | Standort                       | Kennzeichnung | Schutzstatus | Datum | Bild |
| -------------------------------------------------------------------------------- | ------------------------------- | ------------------------------ | ------------- | ------------ | ----- | ---- |
| Skulptur Madonna mit Kind                                                        | Holz, polychrom gefasst         | in der Kirche St-Julien (Lage) | PM03001737    | Inscrit      | 2004  |      |
| Wandmalereien                                                                    | 12. bis 14. Jahrhundert         | in der Kirche St-Julien (Lage) | PM03000483    | Classé       | 1907  |      |
| Skulptur eines heiligen Bischofs                                                 | Holz, vergoldet                 | in der Kirche St-Julien (Lage) | PM03001738    | Inscrit      | 2004  |      |
| Taufbecken                                                                       | Stein und Holz, 14. Jahrhundert | in der Kirche St-Julien (Lage) | PM03000482    | Classé       | 1904  |      |
| Skulptur des heiligen Julien                                                     | Holz, vergoldet                 | in der Kirche St-Julien (Lage) | PM03001740    | Inscrit      | 2004  |      |
| Skulpturengruppe: Heilige Anna und die Jungfrau Maria (Foto in der Base Palissy) | Holz, 18. Jahrhundert           | in der Kirche St-Julien (Lage) | PM03000484    | Classé       | 1918  |      |
| Skulptur Heiliger Joseph                                                         | Holz, vergoldet                 | in der Kirche St-Julien (Lage) | PM03001739    | Inscrit      | 2004  |      |